# The Blue Mountains
The Blue Mountains è una poesia scritta da Alfred Noyes e messa in musica dal compositore inglese Edward Elgar nel 1924.

## Storia
Era una delle canzoni (collettivamente conosciute come Pageant of Empire) scritte per essere eseguite nel Pageant of Empire alla British Empire Exhibition a Wembley Park, Londra, il 21 luglio 1924.
La canzone è sottotitolata "A Song of Australia". Si riferisce alle Blue Mountains del Nuovo Galles del Sud, in Australia e ai pionieri che si diressero verso ovest, verso nuove terre al di là delle stesse.